# Julien Valéro
Pour les articles homonymes, voir Valero (homonymie).
Julien Valéro, né le 23 novembre 1984 à Perpignan, est un footballeur français. Il évolue au poste d'attaquant.

## Biographie
Valéro découvre le football dans les clubs de Claira, dans les Pyrénées-Orientales, puis à l'US Granville, où ses parents ont déménagé. À 13 ans, Valéro intègre le centre de formation du grand club de la région, le SM Caen, avec lequel il fait ses débuts en équipe première à la fin de la saison 2004-2005. Alors que le club normand lutte pour son maintien en Ligue 1, il joue son premier match professionnel le 9 avril 2005 contre le FC Metz (défaite 0-1) et inscrit le premier (et seul) but de sa carrière caennaise sur le terrain de l'Olympique de Marseille le 7 mai 2005, le soir de l'inattendue victoire de son équipe (2-3). 
Son contrat avec Caen se termine en juin 2007 après deux saisons en Ligue 2, où il est souvent remplaçant. Il rejoint Nîmes Olympique en National. Après une saison personnelle décevante (18 matchs et aucun but) et la montée du club en Ligue 2, son contrat d'un n'est pas reconduit. En juillet 2008, il est mis à l'essai par le FC Sète où il signe pour la saison 2008-2009 et où il retrouve le chemin des filets. Le club est cependant mis en liquidation judiciaire à l'issue de la saison et Valéro se trouve sans club.
À l'été 2009, il signe à l'AS Beauvais Oise, dirigée par son ancien coéquipier à Caen Alexandre Clément, où il joue deux ans. En 2011, son ancien entraîneur à Nîmes Régis Brouard le fait signer à l'US Quevilly, promu en National.
Le 20 mars 2012, il retrouve l'Olympique de Marseille en quart de finale de la Coupe de France avec l'US Quevilly. Durant ce match, il marque un but dès la 6e minute, qui contribue à la victoire de son équipe et sa qualification pour les demi-finales. Après une nouvelle victoire, face au Stade rennais, les Normands disputent la finale face à l'Olympique lyonnais, au cours de laquelle Valéro évolue comme meneur de jeu.
En 2012, il signe au Vendée Luçon Football, deuxième du groupe D de CFA la saison précédente. Le club est promu en National. Après la saison 2013-2014, où il joue quinze matchs de championnat, il décide de mettre un terme à sa carrière professionnelle et prend une licence à l'AS Mesnières-en-Bray, dans une région où il souhaite s'installer professionnellement.

## Carrière
- 2004-2005 :  SM Caen (L1, 5 matchs et 1 but)[5]
- 2005-2006 :  SM Caen (L2, 17 matchs)
- 2006-2007 :  SM Caen (L2, 7 matchs)
- 2007-2008 :  Nîmes Olympique (National, 15 matchs)
- 2008-2009 :  FC Sète (National, 30 matchs et 4 buts)
- 2009-2010 :  AS Beauvais Oise (National, 30 matchs et 6 buts)
- 2010-2011 :  AS Beauvais Oise (National, 22 matchs et 1 but)
- 2011-2012 :  US Quevilly (National, 35 matchs, 6 buts)
- 2012-2013 :  Vendée Luçon Football (CFA, 29 matchs, 5 buts)
- 2014-2014 :  Vendée Luçon Football (National, 15 matchs, 1 buts)
- 2014- : AS Mesnières-en-Bray (1re division district)

## Palmarès
- Finaliste de la Coupe de France avec l'US Quevilly en 2012
- Vice-Champion de France de Ligue 2 en 2007 avec le SM Caen
- Champion de France de CFA 2 (Groupe H) en 2007 avec la réserve du SM Caen
- Montée en Ligue 2 en 2008 avec le Nîmes Olympique